# Trận Trevilian Station
Trận Trevilian Station (còn gọi là Trevilians) diễn ra từ ngày 11 đến ngày 12 tháng 6 năm 1864, trong Chiến dịch Overland của Trung tướng Liên bang miền Bắc là Ulysses S. Grant chống lại Binh đoàn Bắc Virginia của Liên minh miền Nam dưới quyền Đại tướng Robert E. Lee. Quân Kỵ binh Liên bang dưới quyền Thiếu tướng Philip Sheridan đã giao chiến với quân Kỵ binh miền Nam dưới quyền hai Thiếu tướng Wade Hampton và Fitzhugh Lee trong trận đánh toàn toàn của Kỵ binh lớn và đẫm máu nhất của cuộc chiến.
Sheridan xuất kích với mục tiêu là phá hủy các đoạn Đường sắt Trung tâm Virginia, tạo một đòn nhử mồi gây cho Kỵ binh Liên minh đóng cứ ở đó không thể nhận biết kế hoạch vượt sông James River, của Grant, và để hội quân với Thiếu tướng David Hunter tại Charlottesville. Kỵ binh của Hampton đánh bật Sheridan đến một đường sắt ở Trevilian Station và vào ngày 11 tháng 6 họ đánh nhau với kết thúc bế tắc. George A. Custer tiến đến khu vực hậu quân Liên minh và bắt được đoàn tàu tiếp tế của Hampton, nhưng sớm bị vây khốn và phải chiến đấu ác liệt để tránh khỏi sự tận diệt.
Ngày 12 tháng 6, các lực lượng Kỵ binh lại đụng độ về phía Tây Bắc Trevilian Station, và bảy cuộc tập kích của Sư đoàn Liên bang của Thiếu tướng Alfred T. A. Torbert bị đẩy lui với tổn thất nặng nề. Vốn chỉ phá hủy được một phần đường sắt, Sheridan rút quân về tập kết lại với đội quân của Grant. Dù họ chịu thiệt hại lớn, trận đánh này là một thắng lợi chiến thuật của quân Liên minh và Sheridan đã thất bại trong các mục tiêu phá hủy Đường sắt Trung tâm Virginia hay hội binh với Hunter.

## Bối cảnh lịch sử
Sau thất bại đẫm máu của quân Liên bang trong trận Cold Harbor vào ngày 3 tháng 6, Grant đề xướng một chiến lược mới.